# Peroxyacetylnitrat
Peroxyacetylnitrat (PAN) ist ein Spurengas in der Atmosphäre und zugleich ein Luftschadstoff.

## Entstehung
PAN entsteht in der Atmosphäre durch die photochemische Oxidation von Kohlenwasserstoffen zu Peressigsäureradikalen in Gegenwart von Stickstoffdioxid (NO2), ist also – da es nicht direkt in die Atmosphäre abgegeben wird – ein sekundärer Luftschadstoff. Es ist neben Ozon und Wasserstoffperoxid (H2O2) wichtigster Bestandteil des photochemischen Smogs und in seiner Konzentration eng an den Verlauf der Ozonkonzentration gekoppelt.
Neben PAN kommen Peroxypropionyl-, -butyrylnitrat sowie -benzoylnitrat (PPN, PBN, PBzN) vor (allgemein Peroxy-Acyl-Nitrat). Beobachtet wurden auch chlorierte Formen. PAN ist jedoch die wichtigste Verbindung dieser Gruppe. PAN und seine Homologe erreichen in Ballungsräumen etwa 5 bis 20 % der Konzentration von Ozon, typischerweise etwa 10 %. PAN zerfällt abhängig von der Temperatur wieder in NO2 und das Peroxyacetylradikal. Infolge dieser Stabilität kann es aber über weite Strecken verfrachtet werden und fungiert als Transporteur von Stickoxiden in Reinluftgebiete.
Der Abbau von PAN in der Atmosphäre ist primär thermisch; somit erfolgt der Langstreckentransport von PAN durch kalte Zonen der Atmosphäre, während der Abbau in wärmeren Schichten erfolgt. Ebenfalls erfolgt Abbau durch UV-Photolyse. PAN stellt so zugleich eine Quelle und eine Senke von ROx- und NOx-Radikalen dar und wird deshalb auch als Reservoirgas bezeichnet.

## Synthese
PAN kann in einem lipophilen Solvens aus Peressigsäure hergestellt werden. Dazu werden entgastes n-Tridecan und Peressigsäure im durch ein Eisbad gekühlten Rundkolben vorgelegt und vorsichtig mit 98%iger Schwefelsäure versetzt. Anschließend wird tropfenweise konzentrierte Salpetersäure hinzugegeben. Nach abgeschlossener Reaktion wird vier Mal mit Eiswasser gewaschen, die wässrige, stark saure Phase verworfen und die organische Phase mit wasserfreiem Natriumsulfat getrocknet.
Bei diesem Vorgehen entsteht in n-Tridecan gelöstes PAN, welches durch Austreiben mit einem Inertgas (z. B. Helium oder Stickstoff) und Auffangen in Kühlfallen weiterverwendet werden kann.
Bei dieser Synthese muss mit großer Vorsicht und Sorgfalt vorgegangen werden, da Explosionsgefahr besteht.
Alternativ hierzu kann PAN auch durch Synthese in der Gasphase gewonnen werden. Dafür wird ein Gasgemisch von Aceton und Stickstoffdioxid (NO2) mittels einer Quecksilberdampflampe photolysiert. Als Nebenprodukt entsteht Methylnitrat (CH3ONO2).

## Messwerte
Die natürliche Konzentration von PAN in der Atmosphäre liegt unter 0,1 µg/m³. In westdeutschen Städten ergaben Messungen Halbstundenwerte bis zu etwa 25 µg/m³, bekannte Spitzenwerte (z. B. gemessen in Los Angeles in der 2. Hälfte des 20. Jahrhunderts) liegen teils über 200 µg/m³ (bei PAN entspricht 1 ppm 4370 µg/m³). Wegen der aufwendigen Messmethodik liegen zu PAN meist nur punktuelle Messungen vor, also keine mit Ozon vergleichbaren Messreihen.

## Schadwirkungen
PAN besitzt eine höhere Toxizität als Ozon. Die beim photochemischen Smog auftretenden Augenreizungen sind weniger durch das nur schwer wasserlösliche Ozon, als durch PAN und begleitende Spurengase verursacht. Zudem wird PAN als Faktor bei der Hautkrebsentstehung diskutiert: insbesondere chlorierte Derivate, jedoch auch PAN selbst, gelten als mutagen.
Schadwirkungen bei Pflanzen durch PAN sind gleichfalls belegt: Es schädigt besonders das Schwammgewebe von Blättern, ausgehend von den Spaltöffnungen. Daher werden Symptome reiner PAN-Schädigung oft zunächst auf der Unterseite von Blättern beobachtet (Silber- bis Bronzefärbung mit anschließender Nekrose). Bestimmte sensible Pflanzenarten können daher zur Bioindikation von PAN eingesetzt werden, z. B. Buschbohnensorten oder die Kleine Brennnessel (Urtica urens).
Bei dem thermischen sowie beim photolytischen Abbau von Peroxyacetylnitrat werden Stickoxide gebildet, die in der unteren Troposphäre die Ozon-Produktion fördern.
PAN wirkt in der Atmosphäre als Treibhausgas.

## Akute und chronische Toxizität
PAN verursacht akute Augenreizungen beim Menschen. Dazu genügte in einer Freiwilligen-Studie 1961 eine Konzentration von 4,95 mg/m³ für 10 bis 15 Minuten. Eine aktuellere Untersuchung aus dem Jahr 1987 zeigte dieselben Symptome schon bei 0,64 mg/m³ (0,13 ppm). Personen mit COPD berichteten über eine Verstärkung der Krankheitssymptome, wenn sie 0,059 mg/m³ PAN ausgesetzt waren. Mäuse zeigten eine höhere Anfälligkeit gegen Infektionen durch Streptococcus pyogenes mit Todesfolge, nachdem sie drei Stunden lang einer Dosis von 14,8 bis 28,4 mg/m³ PAN ausgesetzt waren. Bei Langzeitversuchen mit Ratten über 4 Wochen bis 6 Monaten ergaben Mengen ab 11,8 ppm (4 Wochen) beziehungsweise 74 mg/m³ (6 Monate) eine erhöhte Sterblichkeit und verschiedenste Symptome wie erhöhter Thrombozytenanzahl, Vergrößerung der Lunge, abnormalem Verhalten, Stocken des Wachstums und schweren Entzündungen bis zu Metaplasien und Hyperplasien der Atemwege. Bei Bakterien (Salmonella typhimurium) und Lymphozyten aus Mäusen wirkte PAN genotoxisch und bei höheren Konzentrationen zytotoxisch.